# Orchidactyla
Orchidactyla là một chi thực vật có hoa trong họ Lan.